# وريقيات الصغيرة
الوريقيات الصغيرة (الاسم العلمي: Phyllidiidae)، فصيلة بزاقات بحرية من رتبة عاريات الخيشوم، بطنيات القدم والرخويات البحرية وفيلق وريقياوات صغيرة.